# 愛爾康娛樂
愛爾康娛樂（英語：Alcon Entertainment）是一間於1997年成立的美國電影製片公司。

## 歷史
愛爾康娛樂成立於西元1997年1月，由電影人布羅德里克·詹森和安德魯·科索夫成立，他們現今是公司的聯合總裁。公司總部設在加利福尼亞州洛杉磯的聖莫尼卡大道。愛爾康娛樂所製作的第一部電影為1999年的喜劇片至尊狗通緝令。2000年3月愛爾康娛樂的第二部電影家有跳狗票房成功後，愛爾康與華納兄弟達成了一項長期的全球發行協議，讓華納兄弟公司在未來五年內負責發行至少10部愛爾康娛樂公司出資拍攝的電影。該協議還允許華納兄弟與愛爾康共同出資。2006年2月，愛爾康和華納兄弟簽署了一項新協議，華納兄弟將繼續發行由愛爾康製作的電影。

## 主要作品
1990年代
- 至尊狗通緝令（英语：Lost & Found）(1999)

2000年代
- 家有跳狗(2000)
- 針鋒相對(2002)
- 攻其不備(2009)

2010年代
- 奪天書(2010)
- 結婚友沒友(2011)
- 好孕大作戰(2012)
- 厄夜車諾比(2012)
- 美麗魔物(2013)
- 私法爭鋒(2013)
- 全面進化(2014)
- 33：重生奇蹟(2015)
- 飆風特攻(2015)
- 銀翼殺手2049(2017)
- 12猛漢(2018)